# Sciara pahangensis
Sciara pahangensis är en tvåvingeart som beskrevs av Edwards 1928. Sciara pahangensis ingår i släktet Sciara och familjen sorgmyggor. Inga underarter finns listade i Catalogue of Life.